# Орден «Рухубелент»
Орден «Рухубелент» — государственная награда Туркменистана. Учреждена в 2001 году.

## Статут ордена
Статут ордена менялся в 2009 и 2015 годах.
Орден является государственной наградой Туркменистана. Орденом награждаются граждане Туркменистана и граждане иностранных государств Указом президента Туркменистана. награждение производится за особый вклад в воспитание у граждан независимого нейтрального Туркменистана высокой духовности, лежащей в основе священной «Рухнама», а также проявление высоких нравственных качеств.
Награждение орденом производится один раз в год и приурочивается ко Дню независимости Туркменистана — 27 октября.
Награждённым орденом выплачивается из средств государственного бюджета единовременная денежная премия в размере, соответствующем 1000 долларов США. К заработной плате, должностному окладу, пенсии, студенческой стипендии назначается ежемесячная надбавка в размере 30 % минимальной заработной платы.

## Описание
Орден состоит из трёх основных частей восьмиугольной звезды, накладного круга и колодки.
1. Основание ордена изготовляется из золота 750 пробы и представляет собой восьмиконечную звезду диаметром 25 мм. От центра звезды к её углам исходят солнечные лучи. В центре каждого угла звезды расположено украшение из циркония в оправе.
2. В центре основания ордена располагается накладной круг диаметром 25 мм, окаймленный рельефным национальным орнаментом геометрической формы, в середине накладного круга — символическое изображение книги «Рухнама». В нижней части книги — рельефная надпись «Рухнама», а в центре — рельефное изображение президента Туркменистана.

### Орденская планка
Основа планки ордена выполнена из шёлковой ткани зелёного цвета, в центре её - контурное изображение карты Туркменистана, по левому краю расположена колонна красного цвета. Внешний край планки окаймлён полосой жёлтого цвета.